# Trénor

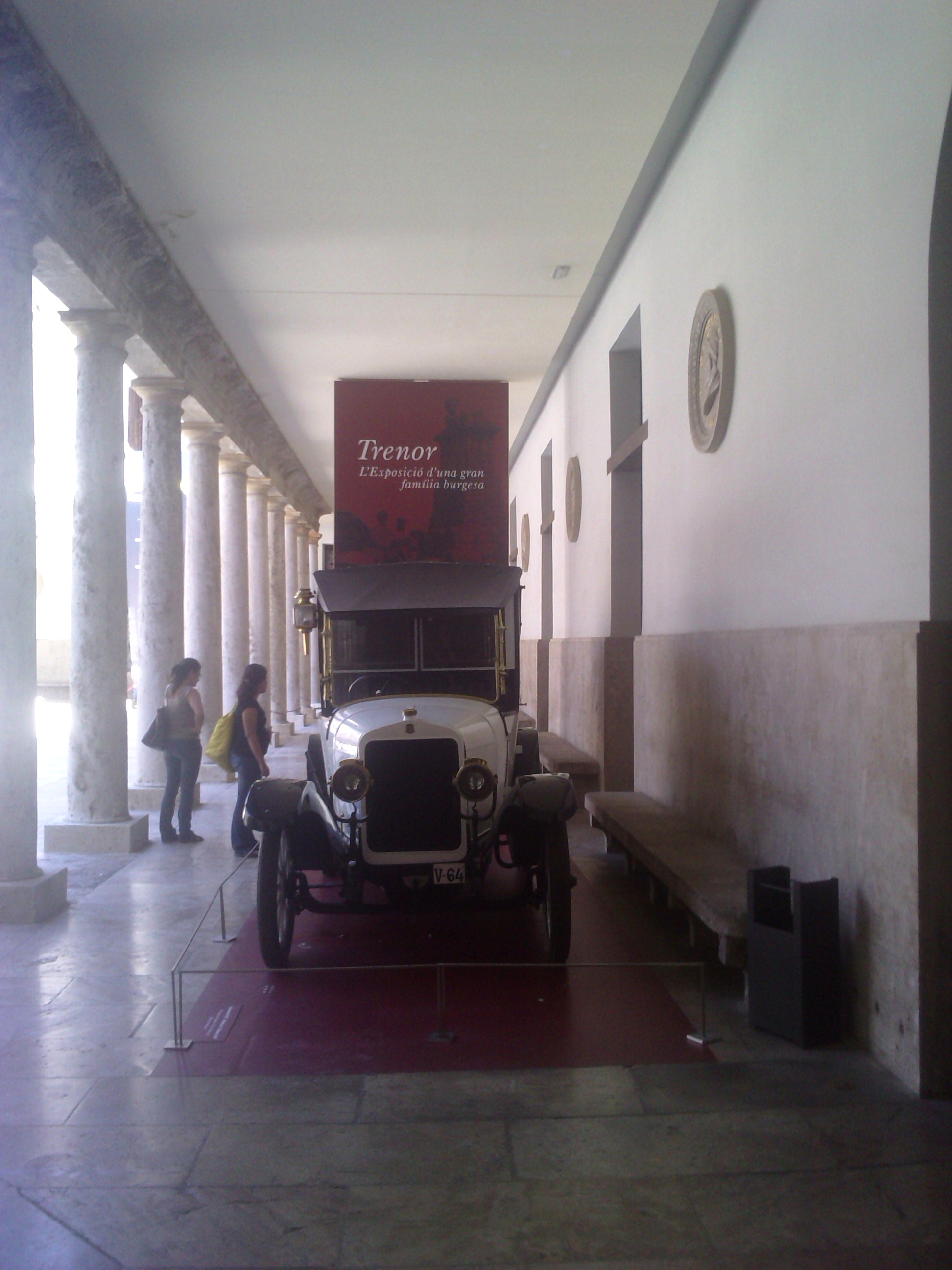
Presentación de la Muestra "Trenor. La exposición de una gran familia burguesa", celebrada en Valencia en 2009.

Trénor es una familia española, de origen irlandés, que se estableció en Valencia a principios del siglo XIX. De marcada tradición militar, destacaron como comerciantes e industriales, entre otras actividades, en la fabricación de cervezas, emparentando con nobles linajes valencianos.                                                                                   

## Orígenes del apellido Trénor
Algunos han fijado los orígenes de este apellido irlandés en Trenmor o Treanmhar, cuyo nieto era el poeta Oisín, guerrero de la Fianna en el Ciclo feniano o Ciclo ossiánico de la mitología irlandesa. El religioso Patrick Woulfe afirmó en Irish Names and Surnames (Apellidos y Nombres Irlandeses), (Dublín, 1923), que deriva del apellido gaélico Mac Treinfhir (hijo de Trienfear), que significa literalmente hombre fuerte y es uno de los más antiguos de Irlanda. El apellido Trénor era muy conocido en el siglo XVIII, especialmente en el Ulster, pero es poco frecuente en la actualidad. La grafía Trenor es la que utilizó el primer Trénor de España, si bien coexistieron en Irlanda otras variantes.
La rama española de los Trénor provenía de la pequeña nobleza terrateniente irlandesa (Gentry) desde el siglo XVIII, cuyo primer miembro conocido fue John Trenor, fallecido en 1726. En la actualidad existen unos ochocientos descendientes de esta familia, establecidos en Valencia, principalmente, y también en Asturias, Barcelona, Canarias y Madrid.

## Historia

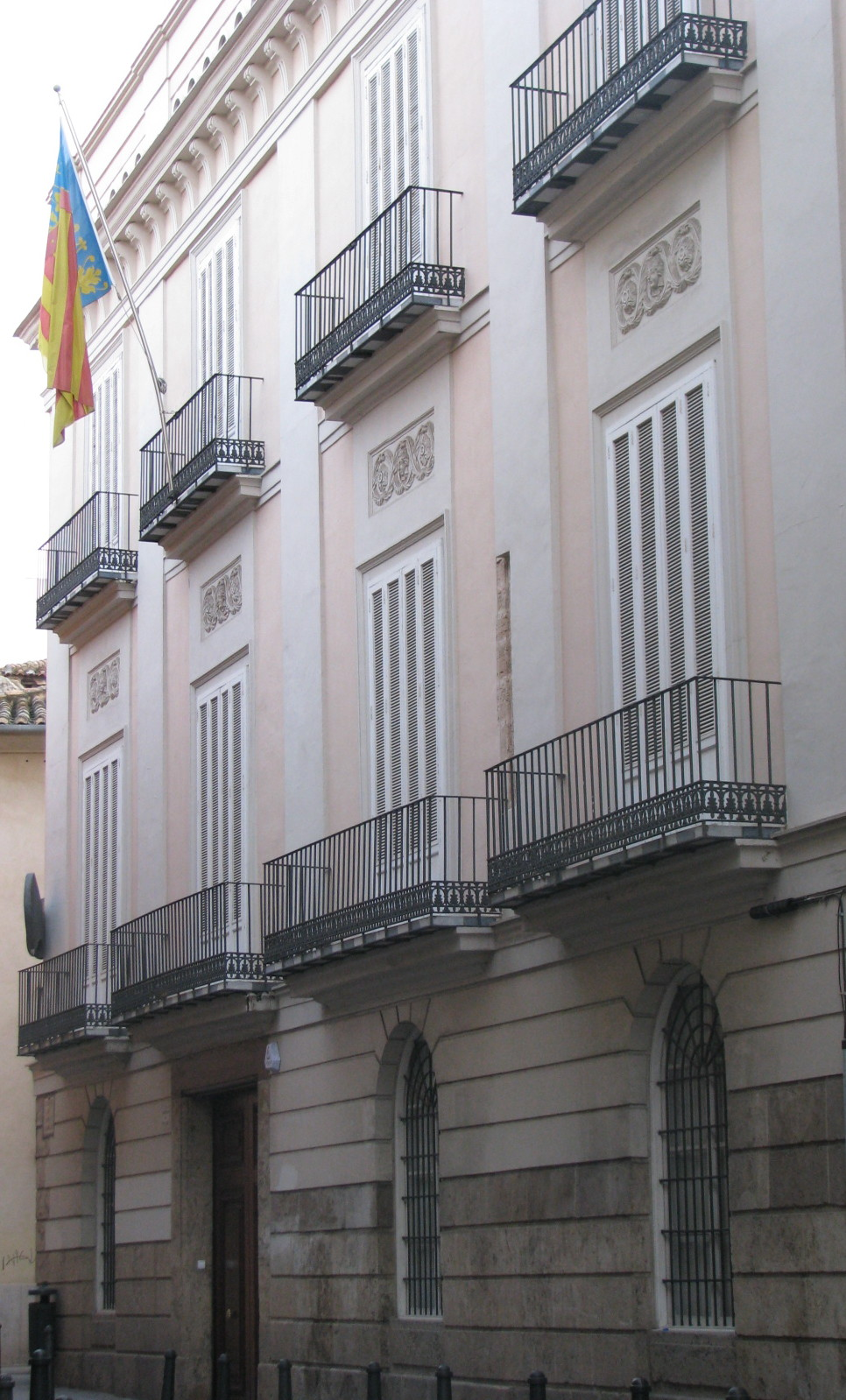
Palacio de los Barones de Alacuás. Histórica residencia principal de los Trénor en Valencia. En la actualidad es la sede de la sociedad cultural Lo Rat Penat.

Fue Thomas Trenor Keating quien fundó en España esta familia de militares y comerciantes. Nacido en 1798, en Irlanda, abandonó su carrera militar tras la Guerra de la Independencia Española para dedicarse al comercio, siguiendo los pasos de dos familiares suyos, el general Philip Keating-Roche y Henry O’Shea. Se instaló en Valencia y emprendió diversos negocios, principalmente de importación y exportación. En 1823 emprendió la exportación de pasas. En 1825 fundó la sociedad Henrique O'Shea, Trenor y Compañía y en 1827 la Banca Trenor. Otra de sus sociedades fue Satchell y Trenor. En 1842 adquirió la Real Fábrica de Sedas de Vinalesa. Sus principales negocios los llevó a cabo con la casa Anthony Gibbs & Sons de Londres con la que, en 1847, empezó a importar abono orgánico de ave del Perú, llamado guano. Este abono tuvo gran aceptación en el campo, hasta el punto que hoy aún se llama guano al abono orgánico en el ámbito agrario valenciano. Entró también en el sector de los seguros, como por ejemplo en la compañía La Unión y el Fénix Español, y en el de los ferrocarriles. Obtuvo también representaciones consulares, como el consulado de Estados Unidos en Valencia y el viceconsulado de Dinamarca. En 1854 constituyó con su sobrino William Matheus-Trenor la sociedad Trenor y Compañía. 
Thomas Trenor Keating contrajo matrimonio en 1829 con Brígida Bucelli, hija del capitán de fragata Fabiano Bucelli Carletti. Tuvo cuatro hijos, Federico (n. 1830), Enrique (n. 1833), Tomás (n. 1835) y Ricardo (n. 1840), y una hija, Elena (n. 1838). Esta última casó con el valenciano José Inocencio de Llano White. A excepción de Enrique, casado con Julia Montesinos, sus hijos varones contrajeron matrimonio con las hijas de Vicente Palavicino y Vallés, IX barón de Frignani y Frignestani y VII marqués de Mirasol. Tras la muerte de Thomas Trenor, en 1858, sus hijos Federico y Enrique tomaron el relevo en los negocios familiares.
Su residencia en Valencia se encontraba en el palacio llamado hoy de los Barones de Alacuás, en el número 9 de la calle Trinquete de Caballeros, cuya propiedad adquirió mediante subasta en 1845. En la actualidad es la sede de la sociedad Lo Rat Penat. Con el transcurso de los años, los Trénor acumularon importantes propiedades. En 1838 Thomas Trenor Keating adquirió el Monasterio de San Jerónimo de Cotalba tras su Desamortización, cuya finca dedicó a la explotación y comercialización agrícola. Aún hoy es propiedad de la familia y está declarado Bien de Interés Cultural por la Generalidad Valenciana. . En el último tercio del siglo XIX adquirieron el bosque de la Vallesa, en Paterna, que recibió la visita de Alfonso XIII en 1923. En la actualidad, el monte la Vallesa, aún propiedad de la familia, constituye una importante área forestal de gran valor ecológico dentro del área metropolitana de Valencia. También era de su propiedad el Hort de Trénor (Huerto de Trénor), en Torrente, el Palacio de los Pardo de Donlebún en Figueras, Castropol, Asturias y el palacio de Cervellón, en Anna, entre otras.

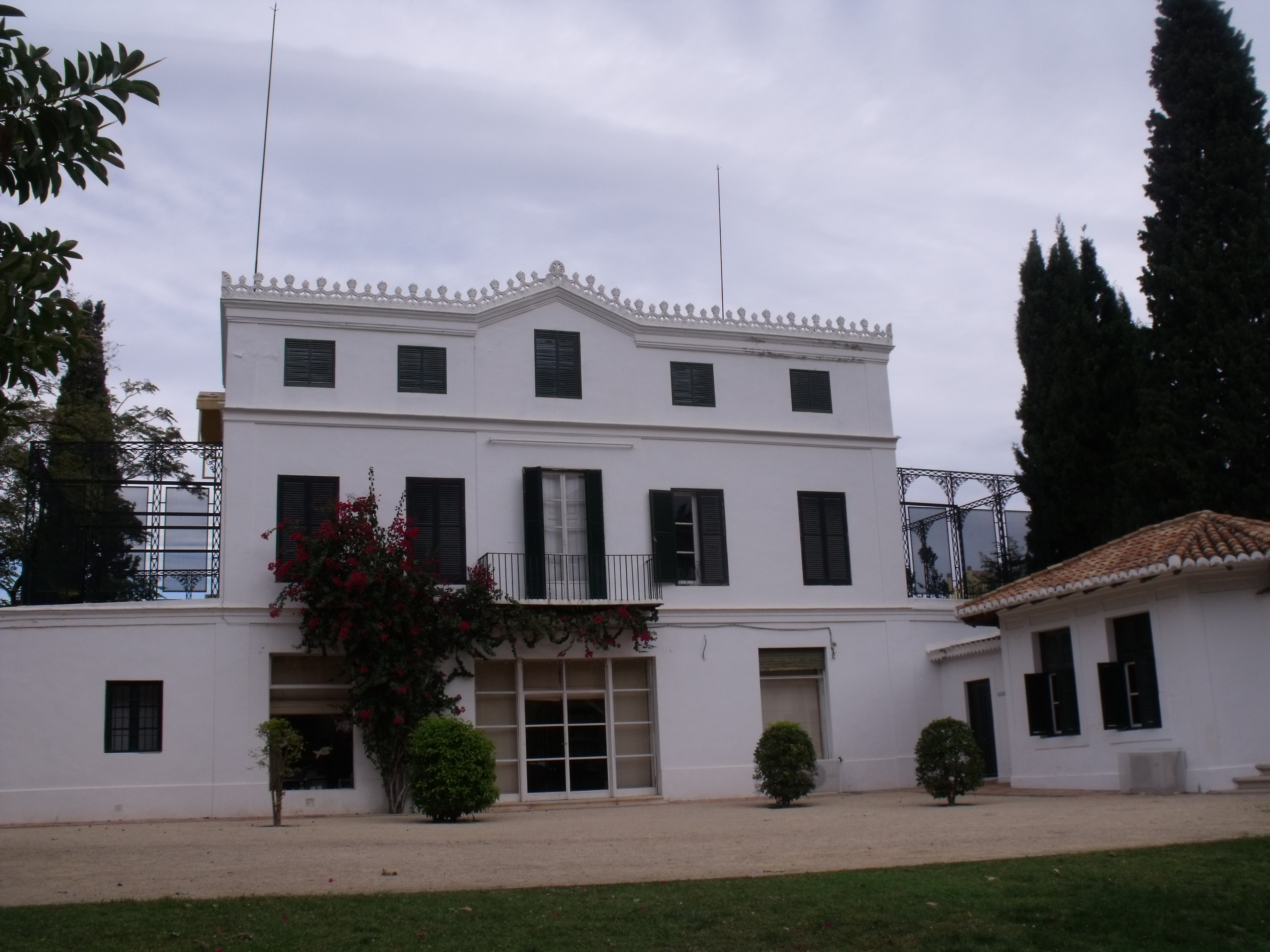
Hort de Trénor, en Torrente.

La sociedad familiar continuó su actividad a lo largo de todo el siglo XIX y primer tercio del siglo XX. A los negocios habituales se sumaron otros, como la Refinería Colonial de Badalona, dedicada a la fabricación de terrones de azúcar, y la fábrica de ácido sulfúrico y abonos del Grau, pionera en España en la técnica de solubilizar los fosfatos a través de este ácido. En estos años entraron en la sociedad algunos de sus nietos, entre los que destacó Tomás Trénor y Palavicino, I Marqués del Turia, título que le fue concedido por Alfonso XIII por la promoción de la Exposición Regional Valenciana de 1909. 
Según afirma la Gran Enciclopedia de la Región Valenciana, esta ingente actividad empresarial de los Trénor «contribuyó de una manera decisiva al desarrollo industrial y agrícola de la región valenciana».

## Títulos nobiliarios

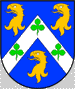
Escudo de Armas de los Trénor.

Además del Marquesado del Turia, concedido a Tomás Trénor y Palavicino en 1909, los Trénor fueron distinguidos con otros títulos de nobleza, como el Condado de Trénor, concedido a Francisco Trénor y Palavicino, en 1911, o el Condado de la Vallesa de Mandor, con Grandeza de España, concedido a Enrique Trénor y Montesinos, en 1921. A lo largo de los años, emparentaron con otras familias de la nobleza valenciana y española, vinculándoles a otros títulos del reino como las baronías de Alacuás y Picasent, los condados de Berbedel, Caspe, Montornés, Noroña, y de la Ventosa, o los marquesados de Cordeñas, González de Quirós, Fuentehermosa, Lara, Mascarell de San Juan, Mirasol, Serdañola y Sot, entre otros. Algunas ramas familiares surgidas de las distintas uniones matrimoniales son los Perez de Guzman- Trénor, Gómez-Trénor, Calabuig-Trénor, Garrigues-Trénor, Trénor-Pardo de Donlebún, Trénor-Despujol y Trénor-Löwenstein-Wertheim-Rosenberg, entre otras.
Algunos miembros de esta familia fueron caballeros de la Orden de Malta y Grandes de España. Y muchos de ellos fueron distinguidos con las máximas condecoraciones civiles y militares.
El lema de la familia es Facta non verba (Hechos, no palabras).

## Trénor ilustres

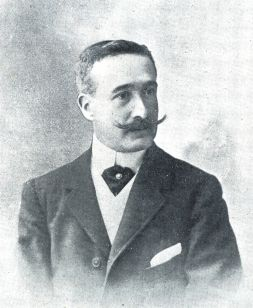
Tomás Trénor y Palavicino, el primer marqués del Turia (Valencia, 1864 - Madrid, 1913).

- Thomas Trenor Keating (Dublín, Irlanda, 1798 - Valencia, 1858). Industrial. Fundador de la dinastía Trénor en España.
- Federico Trénor y Bucelli (Valencia, 1830 - 1897). Industrial, vicecónsul de Dinamarca, diputado provincial y consejero del Banco de España.
- Enrique Trénor y Bucelli (Valencia, 1833-1916). Banquero.
- Enrique Trénor y Montesinos (Valencia, 1861-1928), I Conde la Vallesa de Mandor y Conde de Montornés. Diputado en Cortes, presidente de honor de la Comisión Internacional de Agricultura de París y representante español en el Instituto Internacional de Agricultura de Roma. Académico de la Academia Nacional de Agricultura de Francia y vicepresidente de la Asociación de Agricultores de España.
- Tomás Trénor y Palavicino (Valencia, 1864 - Madrid, 1913), I Marqués del Turia. Militar, empresario y político (diputado en Cortes).
- Vicente Trénor y Palavicino (Valencia, 1865 - Palma de Mallorca, 1938), Marqués de Sardañola y de Sot. Militar, presidente de la Diputación de Valencia.
- Leopoldo Trénor Palavicino (Madrid, 1870- Valencia, 1937). Escritor, doctor en Derecho e ingeniero eléctrico.
- Francisco Trénor Palavicino (Valencia, 1873-1935), I conde de Trénor. Diputado en Cortes y senador. Gentilhombre de cámara con ejercicio del Rey Alfonso XIII.
- Juan Antonio Gómez Trénor, Conde de Trénor. Diputado en Cortes y alcalde de Valencia (1943-1947).
- Tomás Trénor Azcárraga (Valencia, 1894-1981), II marqués del Turia. Diputado en Cortes y alcalde de Valencia (1955-1958).
- Eulogio Gómez-Trénor Fos, (Valencia, 1922-2003). Diputado en Cortes.
- Gonzalo Moure Trénor, (Valencia, 1951), escritor.
- Carlos Trenor, (Barres, 1955), fotógrafo activista.